# تاریخ تایلند (۱۹۷۳-۱۹۳۲)
تاریخ تایلند از سال ۱۹۳۲ تا ۱۹۷۳ (انگلیسی: History of Thailand) تحت سلطه دیکتاتوری‌های نظامی بود که در بیشتر دوره در قدرت بودند. شخصیت‌های اصلی آن دوره عبارت بودند از دیکتاتور پلک پیبونسونگکرام (بیشتر به نام فیبون شناخته می‌شود) که در طول جنگ جهانی دوم با ژاپن متحد شد و سیاستمدار غیرنظامی پریدی بانومیونگ، که دانشگاه تاماسات را تأسیس کرد و برای مدت کوتاهی پس از جنگ نخست‌وزیر شد.
سلسله دیکتاتورهای نظامی پس از سرنگونی پریدی بانومیونگ- دوباره فیبون، ساریت تانارت، سپس تانوم کیتکاچورن بود - که تحت حاکمیت سنتی، اقتدارگرایی با مدرنیزاسیون فزاینده و غربی‌سازی تحت تأثیر ایالات متحده آمریکا ترکیب شد. پایان دوره با استعفای تانوم، در پی کشتار معترضان طرفدار دموکراسی به رهبری دانشجویان تاماسات مشخص می‌شود.